# 世界税関機構
世界税関機構（せかいぜいかんきこう、World Customs Organization、WCO）は、1952年に設立された関税制度の調和と簡易化を図る国際機関である。条約上の正式名称は関税協力理事会（Customs Co-operation Council、CCC）であるが、1994年6月以降は世界税関機構（WCO）をワーキングネームとして使用している。本部はベルギーのブリュッセル。事務総局長は御厨邦雄。

## 概要
1950年12月15日に作成された関税協力理事会を設立する条約に基づき、同条約が発効した1952年11月4日に加盟国17ヵ国により設立。1953年1月26日、第1回総会が開催された（そのため、1月26日は国際税関記念日となった）。2019年8月現在の加盟国・地域は183。

## 機構及び事務局
最高意思決定機関として総会（年次総会は毎年6月に開催。条約上は年2回であるが実際には、2回分を一度に開催する形で年1回開催）が設けられており、加盟国の税関当局の最高責任者によって構成されている。総会の下には、政策委員会（日本を含む30ヵ国で構成）、財政委員会（日本を含む19ヵ国で構成）、常設技術委員会、統一システム委員会、関税評価技術委員会などが置かれている。
事務局では、事務総局長（現在は御厨邦雄）の下に、関税・貿易局、監視・手続局、キャパシティビルディング局という部局が置かれている。

## 活動
世界税関機構の主要な活動は次のとおりである。
- 商品の名称及び分類についての統一システムに関する国際条約（HS条約）や税関手続の簡易化及び調和に関する国際規約（京都規約）など税関手続に関する諸条約の作成・見直しを行い、これらの統一的解釈を示すこと
- 国際貿易の安全確保及び円滑化等に関するガイドライン等を作成・推進すること、（3）WTO（世界貿易機関）が主管する世界貿易機関を設立するマラケシュ協定（WTO協定）の関税評価及び原産地規則に係る協定の統一的解釈及び適用のため、技術的検討を行うこと
- 薬物や知的財産権侵害物品などの禁輸品の監視・取締りについての国際協力や加盟国支援
- 税関改革・近代化や職員訓練などの税関管理に関する加盟国支援

## 日本との関係
日本は1964年に加盟。
現在、13名の職員を派遣している。
2007年12月、日本政府は、2008年6月に行われる事務総局長選挙に、WCO事務局次長である御厨邦雄を候補者として推薦。
2008年6月のWCO総会において、御厨が事務総局長に当選、2009年1月1日から就任した（任期は2013年末まで）。
2013年6月のWCO総会において、御厨が事務総局長に再選された（任期は2018年末まで）。
2018年6月のWCO総会において、御厨が事務総局長に三選された（任期は2023年末まで）。